# Ludovico Stern
Pour les articles homonymes, voir Ludwig Stern.
Ludovico Stern, en allemand Ludwig Stern, est un peintre italien de l'époque rococo ou baroque tardif, actif à Rome. Il est né le 5 octobre 1709 et meurt le 25 décembre 1777. Il est connu à la fois pour ses grandes peintures sacrées et historiques, ainsi que pour les natures mortes et les portraits.

## Biographie
Stern est né à Rome d'un père bavarois, Ignazio Stern (Mariahilf 1680 – Rome 1748), qui déménagea à Rome autour de 1700.

## Œuvres
- Musée des beaux-arts de Brest[1] : Didon et Enée, huile sur toile, 47 x 78 cm.